# NGC 4211B
NGC 4211B (другие обозначения — UGC 7277, MCG 5-29-43, ZWG 158.53, KCPG 327B, ARP 106, VV 199, PGC 39195) — галактика в созвездии Волосы Вероники.
Этот объект не входит в число перечисленных в оригинальной редакции «Нового общего каталога» и был добавлен позднее.